# Châtellenie de Montalquier (Dauphiné)
La châtellenie de Montalquier est une châtellenie delphinal,, durant le Moyen Âge. Elle est localisée aux portes de la cité épiscopale de Gap.

## Histoire
Le siège de la châtellenie est un château delphinal situé au lieu dit La Tour-Ronde. Le Dauphin y place un officier dès le XIIIe siècle afin de lutter contre les prétentions du comte de Provence et de l'évêque de Gap et protéger ses sujets delphinaux.[réf. nécessaire]
En 1257, les Gapençais détruisent le château de Montalquier, ils paient au Dauphin 50 000 sous viennois pour ce fait. En 1328, l'évêque de Gap se plaignait au comte de Provence que le Dauphin avait établi à Montalquier une ville franche, des tribunaux, pour débaucher ses sujets de Gap. En 1329, l'évêque consent à partager sa juridiction avec le Dauphin. En 1352, il l'autorise à placer un juge delphinal dans l'enceinte de Gap.
Le Dauphin installe une foire libre à laquelle les marchands pouvaient venir sans payer de droits et fait construire une villefranche.

## Territoire
La châtellenie de Montalquier avait juridiction sur les territoires suivants :
- Saint-Jean de Chassagne,
- La Terrasse,
- Fontreine,
- Chaudun.

## Châtelains
« Les dauphins avaient établi dans leur état un système de divisions administratives appelées châtellenies ou mandements, qui avaient pour sièges des places fortes ou châteaux. Les officiers chargés d’y résider, les châtelains, étaient à la fois des hommes d’armes, des juges et des trésoriers. Ils étaient responsables devant la Chambre des Comptes de la recette des droits seigneuriaux. Leurs comptes, outre les renseignements économiques qu’ils fournissent, mentionnent, au chapitre des dépenses, les réparations qui ont été effectuées tant aux châteaux qu’aux autres édifices delphinaux. Les châtelains étaient aussi chargés d’entretenir la garnison, de renouveler les munitions et l’artillerie. Ils étaient alors contrôlés par le garde de l’artillerie ou par des commissaires envoyés par le gouverneur »

— Viviane Rey (1971).
Liste des châtelains : 
- Aymar de Commiers, 1291,
- Pierre d'Avalon, 1315,
- Jean des Orres, 1318-1319,
- Aymeri Leuczon, 1319-1320,
- Jean Jamfiliaci, 1322-1324,
- Guigue de Villaret, 1327-1330,
- Pierre d'Abon, 1333,
- Gilet de La Beaume, 1337,
- Aymon de Saint-Pierre, 1338,
- Jacques de Roux, 1348,
- François Gras, 1358-1364,
- Jean Gras, 1370,
- Jean de Tencin, 1371,
- Jean de Roux, 1378-1390,
- Guillaume Louvel, 1415,
- Thomas du Bois, 1411-1414,
- Guillaume Louvel, 1415,
- Thomas du Bois, 1416-1417,
- Raymon de Montauban, 1418-1439,
- Antoine de Montauban, 1440-1443,
- Mermet de Saint-Germain, 1470,
- André Mazel, 1471
- Pierre de Mont, 1484,
- Honoré de Bonne, 1494-1536[9],
- Bernardin Boyer, 1575[10],
- Gaspar Olphi dit Galhard, 1609-1616[11],
- Paul Bellon, 1620[10].

## Seigneurs
La terre fut vendue plusieurs fois, pour moitié, par le Dauphin avec clause de rachat perpétuel (domaines engagés) : 
- Le premier engagiste de Montalquier connu est Jean Bonfils de 1280 à 1314,
- Sybille, sa fille, femme de Pierre Reynier, 1320,
- Eynard Ysoard, 1399,
- Jean de Menon l'achète 1,500 livres le 4 mai 1574,
- Étienne de Bonne d'Auriac, 1587,
- François Philibert, 1597-1607,
- Jacques Amat l'achète 7,000 livres le 30 août 1638,
- Claude-Noël, son fils, 1660-1680,
- Balthazard, le vend à Camille d'Hostun, duc de Tallard, 1719,
- Marie-Joseph d'Hostun , 1725-1740,
- Louis-Charles meurt en 1755,
- Françoise de Sassenage, sa cousine, est son héritière, 1755-1784,
- Ses deux filles, Mmes de Bruck et de Talaru, 1784-1790.